# Trois-Pistoles (région pastorale)
Pour les articles homonymes, voir Trois-Pistoles (homonymie).
Trois-Pistoles est une région pastorale de l'Archidiocèse de Rimouski au Québec, divisée en 18 paroisses :
- Saint-Simon de Saint-Simon-de-Rimouski
- Saint-Mathieu
- Saint-Médard
- Notre-Dame-des-Neiges de Trois-Pistoles
- Sainte-Françoise
- Saint-Jean-de-Dieu
- Sainte-Rita
- Saint-Jean-Baptiste de Rivière-Trois-Pistoles
- Saint-Éloi
- Notre-Dame-des-Sept-Douleurs de L'Isle-Verte (petite)
- La Décollection-de-Saint-Jean-Baptiste de L'Isle-Verte
- Saint-Paul-de-la-Croix
- Saint-Clément
- Saint-Cyprien
- Saint-Georges de Cacouna
- Saint-Arsène
- Saint-Épiphane
- Saint-Modeste